# Rubín (odrůda jablek)

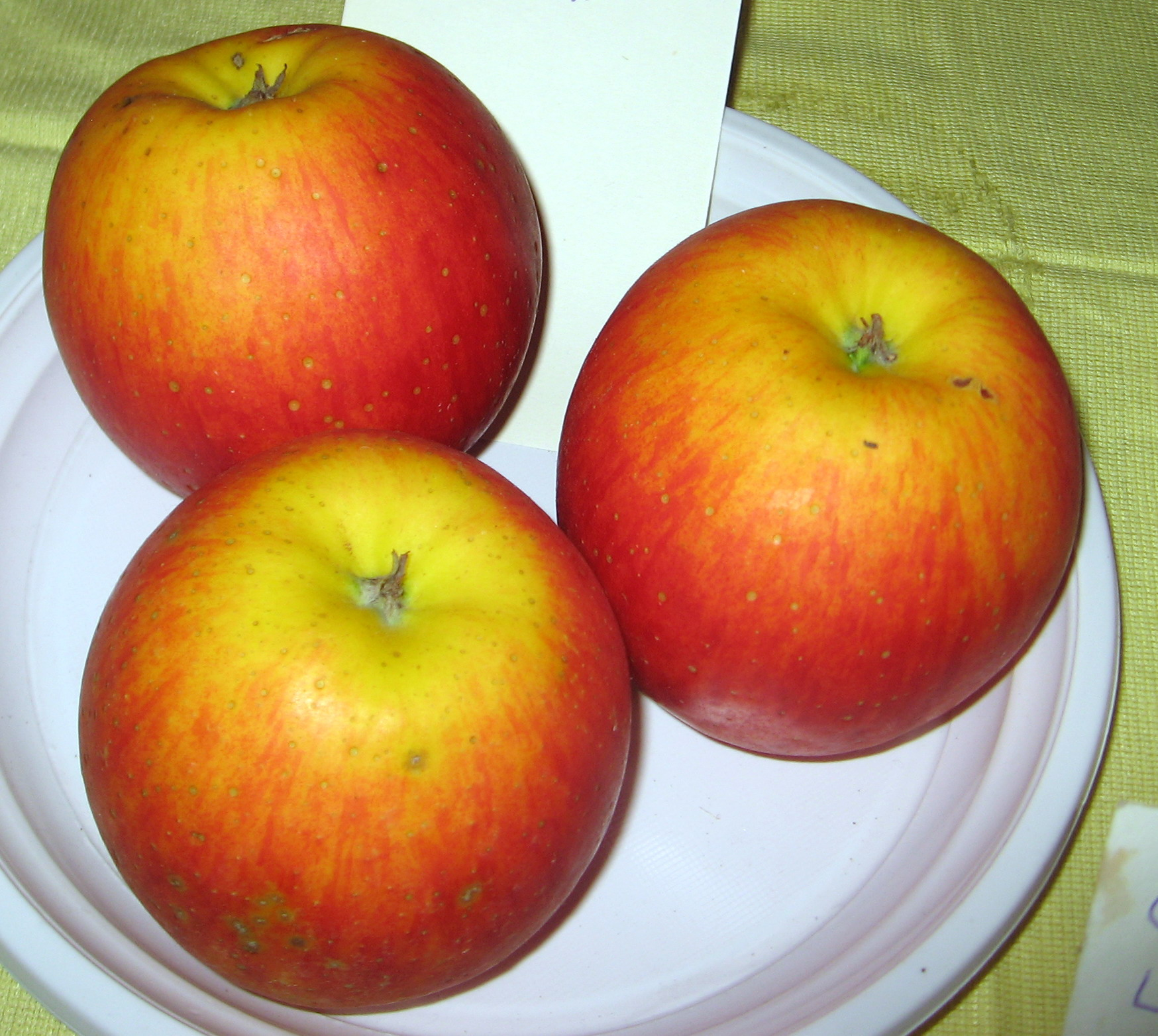
Jablka Rubín

Rubín (Malus domestica 'Rubín') je ovocný strom, kultivar druhu jabloň domácí z čeledi růžovité (Rosaceae). Plody jsou relativně velké, s červeným žíháním na žlutém základě, aromatické, mírně šťavnaté, vhodné pro konzum i na zpracování. Zraje koncem měsíce října, sklízí se v září.

## Původ
Byla vypěstována v ČSSR, ve Střížovicích, zkřížením odrůd 'Golden Delicious' a 'Lord Lambourne' šlechtitelem Ottou Loudou. Registrována v roce 1983.

## Vlastnosti

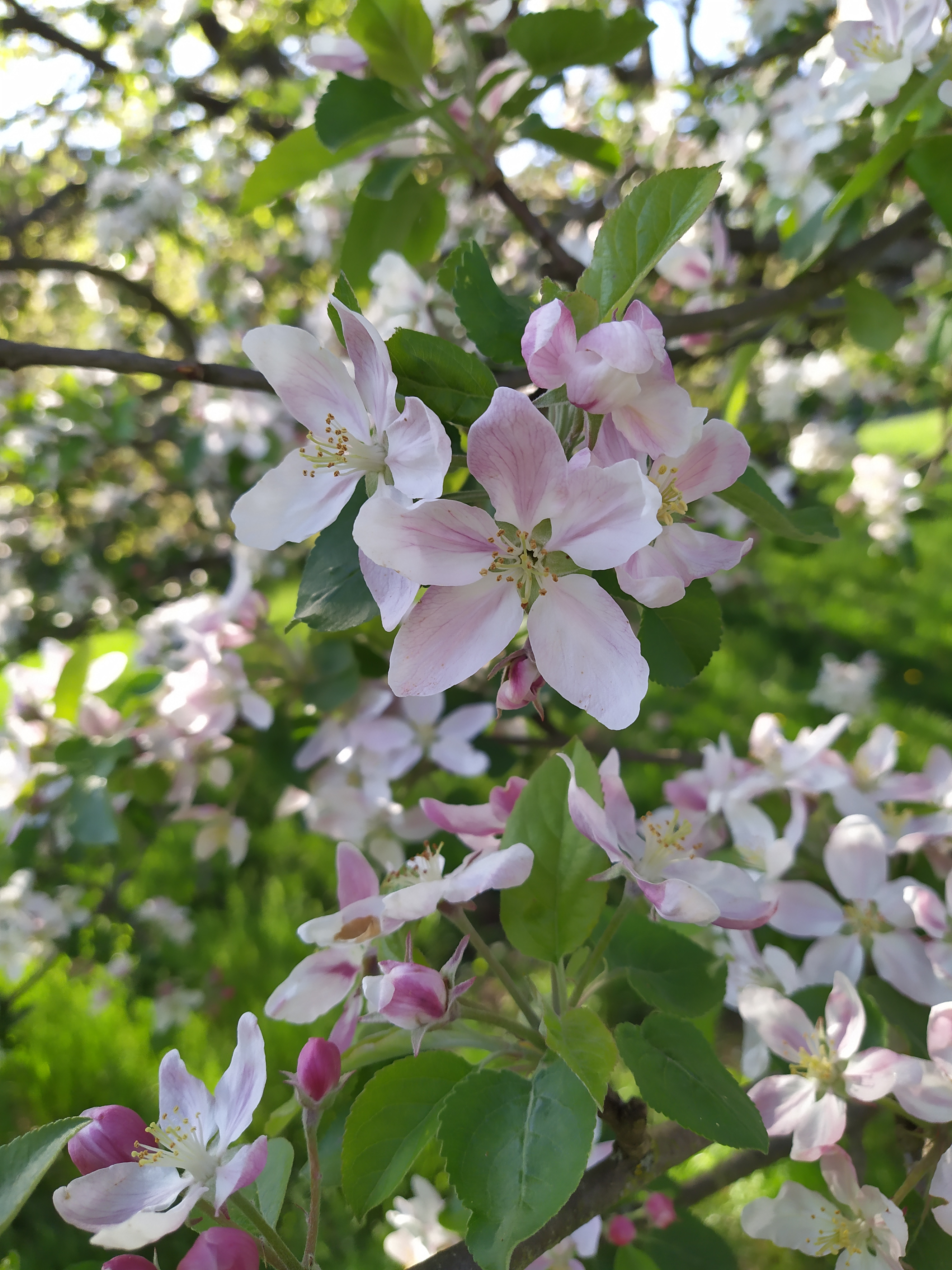
Květy odrůdy jabloně Rubín

Růst zpočátku velmi bujný, později slabší. Podle podnože vytváří poměrně velké kulovité až široce kulovité koruny. Větve po letní řezu dobře obrůstají plodonosným obrostem. Na mnoha podnožích vytváří dlouhé dřevo a je tedy nutné používat nejen zimního řezu v předjaří kdy je třeba základního a později mírnějšího řezu, ale především letního řezu, jenž podporuje plodnost. Řez snáší dobře. Plodonosný obrost je obvykle na dlouhých loňských výhonech.
Preferuje polopropustné, na živiny bohaté půdy, dostatečně vlhké, s dostatkem vápníku. Je vhodná do všech poloh.

### Plodnost
Plodí středně pozdně, pravidelně a dobře.

## Plod
Plod kulatý relativně velký, s červeným žíháním na žlutém základě, s hladkou slupkou, s aromatickou dužninou, mírně šťavnatý.

## Choroby a škůdci
Odrůda obvykle napadána středně padlím jabloňovým a strupovitostí.

## Podnož
jako vhodné podnože jsou uváděny J-TE-E, J-TE-H, J-TE-F, M 9, J-OH-A.

## Použití
Plody lze použít v konzervárenském průmyslu i k přímému konzumu. Odrůda Rubín se hodí podle podnože pro volně pěstované zákrsky, ale lépe pro  polokmeny nebo vysokokmeny. Je vhodná do všech pěstitelských poloh. Sklízí se v září a zraje v říjnu, ačkoliv je uváděna i zralost v listopadu. Je vhodná do středních i vyšších poloh.Skladovatelná je do února, ale ve vlhkých letech trpí moniliózou. Jiný zdroj uvádí skladovatelnost až do března. Pro kvalitu a vzhled plodů, vyrovnanou velikost je často pěstovaná.